# بلامبو (آمباتولامپی)
بلامبو (به لاتین: Belambo) یک منطقهٔ مسکونی در ماداگاسکار است که در بخش امباتولامپی واقع شده‌است. بلامبو ۱۴٬۰۰۰ نفر جمعیت دارد و ۱٬۵۷۱ متر بالاتر از سطح دریا واقع شده‌است.